# Cura Carpignano
Cura Carpignano (lombardul: Cüra) település Olaszországban, Lombardia régióban, Pavia megyében. Lakosainak száma 4967 fő (2023. január 1.). Cura Carpignano Albuzzano, Pavia, Roncaro, Sant’Alessio con Vialone, Valle Salimbene és Vistarino községekkel határos.

## Népesség
A település lakossága az elmúlt években az alábbi módon változott:
| Lakosok száma | 4904 | 4909 | 4967 |
|               | 2017 | 2018 | 2023 |